# 恭靖皇后
恭靖皇后不知何氏（？—？），金獻祖完顏綏可妻。
恭靖皇后事跡不詳，只知她生七子：兒子金昭祖完顏石魯、朴都、阿保寒、敵酷、敵古乃、撒里輦及撒葛周。天會十五年（1137年），金熙宗追上諡號為恭靖皇后。

## 延伸阅读
[在维基数据编辑]
 《金史·卷63》，出自脱脱《遼史》